# VfL Schneeberg
Der VfL Schneeberg war ein Sportverein im deutschen Reich mit Sitz im sächsischen Schneeberg im heutigen Erzgebirgskreis.

## Geschichte
Als Sieger der 1. Kreisklasse Erzgebirge nahm der VfL das erste Mal an der Aufstiegsrunde zum Kreis Mittelsachsen am Ende der Saison 1921/22 teil. Mit 6:6 Punkten platzierte sich der Verein jedoch nur auf dem dritten Platz und verpasste damit den Aufstieg. Zur Saison 1923/24 wurde das Gau Erzgebirge wieder erstklassig und somit bedurfte es dem Verein dann auch keinen weiteren Aufstieg. Gleich in der ersten Saison legte die Mannschaft mit 18:0 Punkten eine perfekte Saison hin und sicherte sich die Teilnahme an der Endrunde um die mitteldeutsche Meisterschaft. Bereits in der 1. Runde war am 23. März 1924 nach einem 14:1 beim Zwickauer SC jedoch schon wieder Schluss. Mit 20:12 Punkten konnte sich die Mannschaft als amtierender Meister in der nächsten Saison immerhin auf dem zweiten Platz positionieren. Jedoch wurde die Mannschaft dann zur darauf folgenden Saison in die 2. Klasse des Gau Westsachsen eingeordnet.
Im Gau Westsachsen gelang dann zur Saison 1926/27 der Aufstieg in die erste Liga. Mit 9:27 Punkten platzierte man sich hier dann auf dem achten Platz. Mit 9:27 Punkten trat der Verein dann am Ende der Saison 1929/30 dann den Abstieg in die 2. Klasse an. Danach sollte der Verein nicht mehr höher klassig spielen. Spätestens am Ende des Zweiten Weltkriegs wurde der Verein dann auch aufgelöst.